# Юшенков Сергій Миколайович
Сергій Миколайович Юшенков (27 червня 1950, Медведково (нині Тверська область) — 17 квітня 2003, Москва, РРФСР) — російський політик, депутат Державної Думи Росії, кандидат філософських наук, автор низки наукових робіт. Один з лідерів партії «Ліберальна Росія».
Закінчив Новосибірське вище військово-політичне училище, Військово-політичну академію імені В. І. Леніна.

## Політична діяльність
У березні 1990 був обраний народним депутатом РРФСР. У 1992 — президент Фонду підтримки демократичних перетворень в Росії. З 12 грудня 1993 — депутат Державної Думи. З січня 1994 по грудень 1995 обіймав посаду голови Комітету Державної Думи з оборони.
З травня 1996 працював головним редактором газети «Демократичний вибір». У 2000 році став співголовою руху «Ліберальна Росія», який фінансувався російським олігархом Борисом Березовським. У січні 2002 року вийшов з парламентської фракції «Союз правих сил».

## Вбивство
Був убитий біля власного будинку в Москві — через кілька годин після заяви, що партія «Ліберальна Росія», одним з лідерів якої він був, повністю завершила процедуру реєстрації в Міністерстві юстиції і має намір брати участь у майбутніх в грудні виборах в Державну Думу Росії. У нього вистрілили тричі з пістолета Макарова з глушником. Згодом зброя була знайдена покинутою.
За офіційною версією вбивство здійснив Олександр Карачинський з Сиктивкара, який відсидів 4 роки за торгівлю наркотиками. 25-26 червня 2003 були затримані можливий замовник, співголова лояльного Борису Березовському крила партії «Ліберальна Росія» Михайло Коданьов, можливий організатор і помічник Олександр Винник і безпосередні виконавці вбивства.
За версією підполковника ФСБ Олександра Литвиненка, пізніше також вбитого, Юшенкова вбили за те, що він отримав від Литвиненка «доказ причетності ФСБ до теракту в Театральному центрі на Дубровці».